# Бойд, Джордж
Джордж И́ан Бойд (англ. George Jan Boyd; род. 2 октября 1985, Чатем, Англия) — британский футболист, вингер. Выступал за национальную сборную Шотландии.
Игрок начал свою карьеру в академии «Чарльтон Атлетик», но уже на следующий год начал играть за «Стивенидж Боро», который выступал в Национальной Конференции. За четыре с половиной года он сыграл за клуб во всех турнирах 123 матча и забил 31 гол, а в начале 2006 года за рекордную для Конференции сумму трансфера перешёл в клуб Лиги 2 «Питерборо Юнайтед». В 2009 году Бойд побывал в краткосрочной аренде в «Ноттингем Форест». За клуб из Хартфордшира вингер сыграл 296 игр и забил 75 мячей, в сезонах 2007/08 и 2008/09 занял с командой второе место в розыгрышах чемпионатов и получил прямое повышение, а в сезоне 2010/11 помог «Питерборо» перейти в дивизион выше через розыгрыш плей-офф. В 2013 году британец перешёл в аренду в «Халл Сити», с которым занял второе место в чемпионате и завоевал путевку в Премьер-лигу, а перед началом сезона 2013/14 подписал с «тиграми» полноценный контракт. 17 мая 2014 года Бойд сыграл в финале Кубка Англии, где «Халл» уступил «Арсеналу» в экстра-тайме. В последний день летнего трансферного окна 2014 года вингер перешёл в клуб «Бернли», а в 2017-м в Шеффилд Уэнсдей.
В 2005 и 2006 годах Бойд сыграл шесть матчей и забил один мяч за третью национальную сборную Англии, в которую приглашаются игроки из полупрофессиональных клубов. Несмотря на то, что Бойд родился в Англии, его дедушка по материнской линии был шотландцем, и игрок в 2009 году сыграл один матч за вторую сборную Шотландии, в котором отметился голом. В период 2013—2014 годов вызывался в национальную сборную Шотландии, за которую сыграл в двух матчах.

## Биография

### Ранние годы
Бойд родился и вырос в городе Чатем, графство Кент. Впервые захотел стать футболистом, когда играл со своим отцом в местном парке. Выбор позиции обусловлен тем, что Бойд играл в атаке в юном возрасте, и ему нравится обращаться с мячом.
Бойд впервые был замечен скаутами «Чарльтон Атлетик» в девятилетнем возрасте, когда играл на местном уровне, а в академию игрок пришёл в 2000 году. В шестнадцатилетнем возрасте Джордж покинул академию и перебрался в «Стивенидж Боро», сочетая учёбу в Северном Хартфордширдском Колледже с игрой в клубе. В это же время игроку приходилось работать в кондитерском магазине на железнодорожном вокзале Хитчина для того, чтобы он мог оплатить поездки на тренировки.

### Клубная карьера

#### «Стивенидж Боро»
В 2001 году, в пятнадцатилетнем возрасте, Бойд стал игроком «Стивенидж Боро», который в то время выступал в Национальной Конференции. Дебют за новый клуб состоялся, когда полузащитнику было семнадцать лет. 14 декабря 2002 года хартфордширская команда на домашней арене «Бродхолл Уэй» уступила «Мартгейту» со счётом 1:3. Бойд отыграл первые 45 минут встречи. Несмотря на постоянное присутствие в заявке на матчи, Бойд больше так и не появлялся на поле в сезоне 2002/03.
В следующем сезоне «Стивенидж» снова занял место в середине таблицы, а Бойд сыграл 11 матчей (из них 7 раз выходя на замену) во второй половине сезона под руководством нового главного тренера, Грэма Уэстли, на которого произвёл впечатление своей игрой на молодёжном кубке Англии. В матче против «Тамуорта», 13 марта 2004 года, Бойд ассистировал партнёрам по команде 3 раза, а его команда победила 3:1. В следующем месяце вингер впервые в карьере поразил ворота соперника: в матче против «Нортвич Виктория» он забил победный гол, а игра закончилась со счётом 2:1.
В результате успешно проведённой второй половины сезона 2003/04, Бойд стал основным игроком «Стивениджа» в следующем сезоне. Он провёл 37 игр и забил три мяча, а его клуб попал в зону плей-офф. Второй гол в карьере и первый в сезоне Бойд забил 25 сентября 2004 года, снова в ворота «Нортвич Виктории», а «Стивенидж» победил 4:1. Следующий гол был забит через месяц в матче кубка Англии, а соперник «Стивендижа», «Хендон», был повержен со счётом 5:0. В январе 2005 года полузащитник был впервые удален с поля: это случилось в проигранном со счётом 0:3 матче против «Канвей Айленд». 5 марта команда Бойда одержала волевую победу над клубом «Карлайл Юнайтед» со счётом 2:1; вингер забил первый из двух голов в матче и свой третий гол в том сезоне.
Сезон 2005/06 Бойд начал с трёх результативных ударов в пяти матчах: полузащитник дважды отличился в проигранном со счётом 2:3 матче против «Уокинга» и отметился голом в ворота «Тамуорта». Также Бойд забил два мяча в матчах кубка Англии: в ворота «Кеттеринг Таун», где Пол Гаскойн дебютировал в качестве главного тренера, и «Нортгемптон Таун». В ноябре 2005 года вингер продлил контракт с «Стивениджем» на три года. Всего в том сезоне Джордж Бойд провёл за клуб 47 матчей и забил 12 мячей.
В сезоне 2006/07 под руководством нового тренера, Марка Стимсона, Бойд впервые был опробован на позиции нападающего в матче против «Тамуорта». Игрок отличился голом, но «Стивенидж» уступил 1:2. В следующей игре Джордж оформил свой первый хет-трик в карьере в матче против «Стаффорд Рейнджерс», который завершился со счётом 6:0. В этом же сезоне Бойд «улучшил» свой результат, забив четыре мяча в игре на Трофей Футбольной ассоциации против «Мертир Тидвил», которая завершилась со счётом 7:0. Перерыв между вторым и четвёртым мячами составил менее пяти минут. В середине декабря «Стивенидж» отклонил трансферное предложение по игроку от «Питерборо Юнайтед», но полмесяца спустя, в последний день года, клубы всё-таки договорились о трансфере игрока, который состоялся 8 января за рекордную для Национальной Конференции сумму в 260 000 фунтов стерлингов. 1 января 2007 года Бойд провёл свой последний матч за «Стивенидж». Игрок дважды поразил ворота соперника, клуба «Олдершот Таун», который в итоге уступил 2:3. В первой половине сезона Бойд провёл 27 матчей во всех турнирах и забил 15 мячей. Во время своего пребывания в клубе Бойд заработал прозвище «Белый Пеле», которое впоследствии использовалось фанатами и СМИ.

#### «Питерборо Юнайтед»

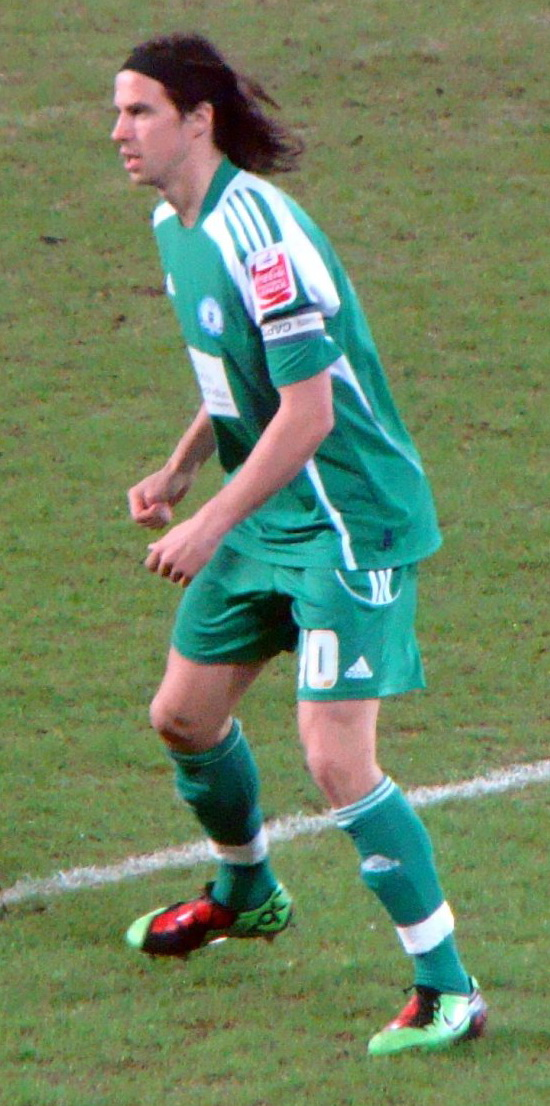
Бойд в матче за Питерборо в 2010 году

Бойд дебютировал за новый клуб 13 января 2007 года в проигранном со счётом 1:3 матче против «Дарлингтона», а первый гол за «Питерборо» забил месяц спустя в ворота валлийского «Рексема». 20 февраля Бойд вышел на замену в домашнем матче против «Бостон Юнайтед» и «превосходным ударом с 32 метров» отправил мяч в сетку ворот соперника. В матче против «Ноттс Каунти» британец забил свой третий гол за клуб и ассистировал партнёру по команде, а «Питерборо» выиграло 2:0. В этом же месяце, в игре против «Гримсби Таун», Бойд поразил ворота соперника на 46-й минуте встречи. Всего во второй половине сезона 2006/07 полузащитник сыграл 20 встреч, в которых отметился голами шесть раз, включая два мяча в последнем матче сезона, против «Рочдейла».
В сезоне 2007/08 Бойд сыграл одну из ключевых ролей в клубе, сыграв 53 игры во всех турнирах и забив 15 мячей. В одном из матчей полузащитник оформил второй хет-трик в карьере, а его клуб выиграл у «Аккрингтон Стэнли» со счётом 8:2. «Питерборо» занял второе место в чемпионате и получил автоматическое повышение в Лигу 1. Также по итогам сезона Бойд попал в команду года Лиги 2 по версии ПФА.
В следующем сезоне полузащитник продолжил играть одну из главных ролей в команде, сыграв 53 игры и забив 10 мячей во всех турнирах, а его клуб второй год подряд занял второе место в своём дивизионе и получил путёвку в дивизион выше. Выступления Бойда позволили ему второй год подряд попасть в команду года по версии ПФА.
В первой же игре сезона 2009/10 Бойд реализовал одиннадцатиметровый удар, но его команда уступила клубу «Дерби Каунти» в гостевом матче на «Прайд Парк». Три дня спустя вингер снова поразил ворота соперника, а «Питерборо» выиграло матч против «Уиком Уондерерс» в рамках кубка Футбольной лиги со счётом 4:0. В октябре 2009 года Бойд вышел на поле за «Питерборо» в 124-м матче подряд, повторив клубный рекорд; этот матч против «Бристоль Сити» завершился вничью 1:1, а сам игрок «спас» команду от поражения голом на 90-й минуте. Три дня спустя британец побил рекорд в матче против «Донкастер Роверс», сыграв 125-ю подряд игру за клуб, а ещё четыре дня спустя Бойд сделал дубль в игре против «Сканторп Юнайтед». Бойд был назначен капитаном клуба в январе 2010 года, а месяц спустя «Питерборо» отклонил предложение клуба «Мидлсбро» по игроку из-за того, что клубы не договорились о стоимости трансфера. За прошедшую часть сезона игрок провёл 37 матчей и забил 10 мячей.

#### Аренда в «Ноттингем Форест»
В марте 2010 года Бойд был отдан в аренду в «Ноттингем Форест» до конца сезона 2009/10, несмотря на то, что сам игрок «был бы счастлив остаться в „Питерборо“». Владелец кембриджширской команды описал этот переход как «один из самых ужасных моментов во время его руководства клубом». Вингер дебютировал на «Сити Граунд» 6 марта, сыграв полный матч против «Суонси Сити». Бойд боролся за попадание в стартовый состав и хотя ожидалось, что он перейдёт к «лесникам» в конце сезона на постоянной основе, новый главный тренер «Питерборо» заявил, что «есть все шансы, что Бойд вернётся в клуб». За время пребывания в аренде британец сыграл шесть матчей и забил один мяч, не поучаствовав в неудачном для «Ноттингема» плей-офф за путёвку в премьер-лигу.

#### Возвращение в «Питерборо»

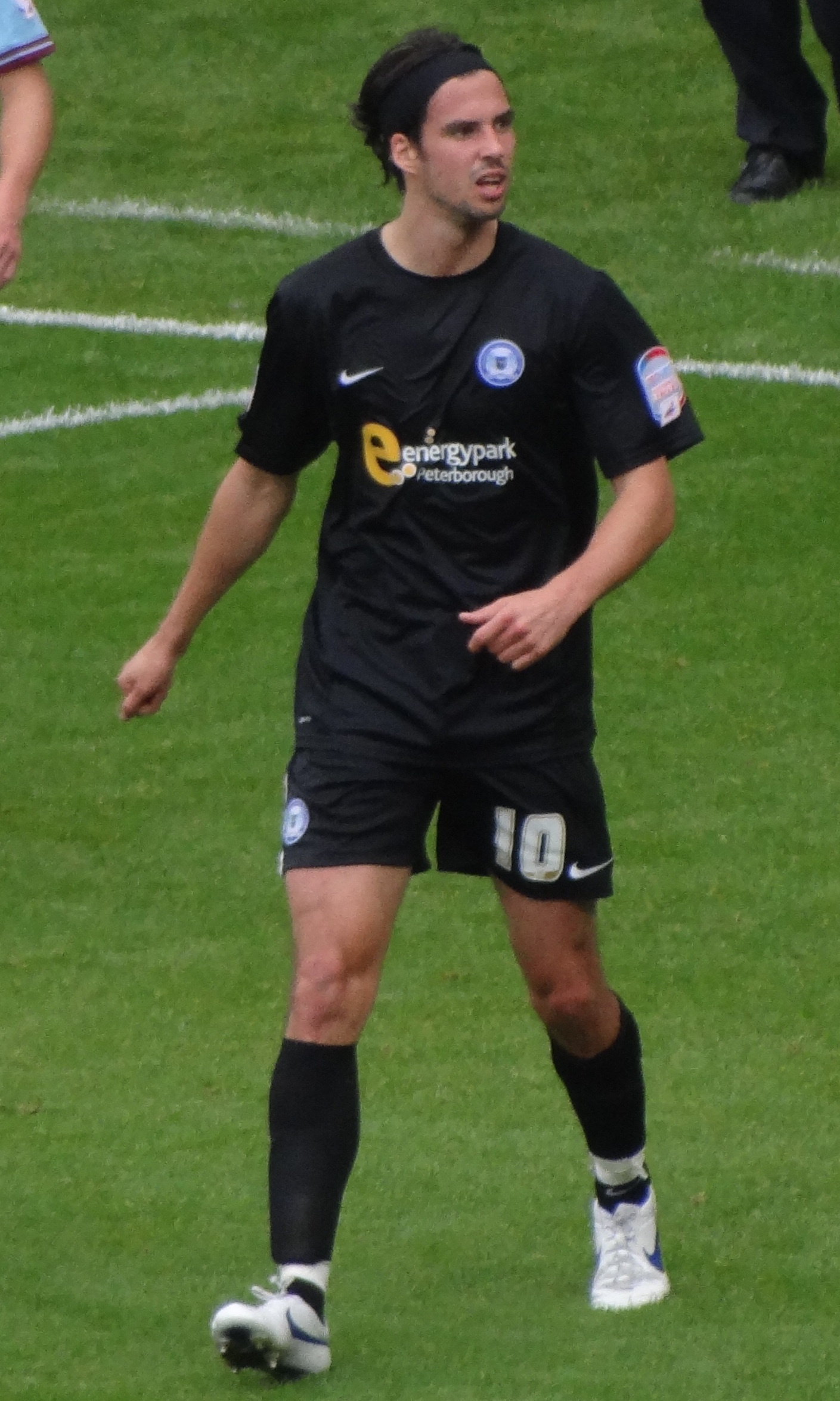
Бойд в матче за «Питерборо» в 2011 году

Бойд вернулся в «Питерборо Юнайтед» перед сезоном 2010/11, который клуб проводил в Лиге 1 из-за вылета клуба из Чемпионшипа с 24-го места сезоном ранее. В июле 2010 года вингер подписал новый трёхлетний контракт с клубом и заявил, что он «твёрдо верит, что „Питерборо“ идёт верным курсом, и хочет быть частью клуба». В первом же матче нового сезона Бойд забил гол и помог своему клубу разгромить «Бристоль Сити» 3:0. В следующем матче полузащитник снова отличился голом, а «Питерборо» переиграло «Ротерем Юнайтед» в матче кубка лиги 4:1. Третий гол в четырёх играх пришёл во время матча против «Хаддерсфилд Таун», а клуб Бойда отыгрался с 0:2 и победил 4:2. Три дня спустя вингер помог обыграть валлийский «Кардифф Сити» в матче кубка лиги 2:1, забив гол и сделав голевую передачу. 11 сентября игрок забил свой пятый мяч в сезоне, поразив ворота в матче против «Олдэм Атлетик», а «Питерборо» снова отыгралось со счёта 0:2, забив пять мячей. В середине октября Бойд забил шестой гол в сезоне в матче против «Суиндон Таун», а две недели спустя второй раз в карьере был удалён с поля. Отбыв дисквалификацию, британцу потребовалось 4 месяца, чтобы отличиться вновь: 1 февраля он сделал дубль в ворота «Шеффилд Юнайтед». За февраль и март Бойд отправил в сетку ворот соперников ещё восемь мячей, по разу отметившись в ничейных матчах против «Колчестер Юнайтед» и «Бристоль Роверс» и сделав три подряд дубля в ворота «Эксетер Сити», «Карлайл Юнайтед» и «Шеффилд Уэнсдей». 7 мая вингер довёл количество своих голов в сезоне до семнадцати, поразив ворота «Дагенем энд Редбридж». Бойд сыграл оба матча в полуфинале плей-офф и вместе с клубом вернулся в Чемпионшип, разгромив 29 мая на поле «Олд Траффорд» «Хаддерсфилд Таун» со счётом 3:0. За сезон полузащитник сыграл 51 матч, забив в них семнадцать голов.
Перед началом сезона 2011/12 клуб дважды отклонил трансферное предложение по игроку от «Бернли». Первый гол Бойд записал на свой счёт во втором матче нового сезона с помощью точного штрафного удара в экстра-тайме матча кубка лиги против своего бывшего клуба, «Стивениджа». Он продолжил пополнять свой голевой счёт, отличившись в двух выездных матчах, против «Блэкпула» и «Бристоль Сити». 18 октября Бойд забил редким для себя способом, отправив мяч в ворота «Кардифф Сити» головой. 3 декабря полузащитник забил первый мяч в матче против клуба «Барнсли», который к этому моменту выигрывал 3:0; «Питерборо» по ходу матча сравняло счёт, но всё же уступило 3:4. В День подарков игрок поразил ворота «Ноттингема», в котором он провёл половину предыдущего сезона на правах аренды. В новом году вингер ещё два раза отметился голами, доведя их общее количество до восьми в 48-ми матчах, и помог сохранить клубу место в Чемпионшипе.
В апреле 2012 года Бойд отклонил новый контракт, предложенный «Питерборо», а по текущему у него оставался лишь год в клубе. Главный тренер Даррен Фергюсон поместил игрока в трансферный лист, где игрок оставался до конца своего пребывания в клубе. Несмотря на это обстоятельство, вингер продолжал выходить на поле в новом сезоне и отличился дважды в первых трёх играх нового сезона. 23 октября 2012 года дубль британца принёс «Питерборо» победу 3:1 в матче против «Хаддерсфилд Таун».
В январе 2013 года хартфордширский клуб отклонил трансферное предложение «Ноттингема», которое владелец клуба Даррах МакАнтони назвал «смехотворным». Также в зимнее трансферное окно запросы по Бойду делали «Рединг», «Миллуолл», «Кристал Пэлас» и восемь других клубов. 29 января клуб принял предложение «Кристал Пэлас», но на следующий день несколько клубов Чемпионшипа увеличили свои предложения, включая предложившего 500 000 фунтов стерлингов «Ноттингем Форест». 31 января Бойд принял предложение «лесников», но за два часа до закрытия трансферного окна было объявлено, что игрок не прошёл медицинскую проверку. Футбольный директор «Питерборо» раскритиковал «Ноттингем» за отказ от трансфера, а владелец клуба МакАнтони сделал следующее заявление:

Я опустошён из-за ситуации с Джорджем. Он звонил мне некоторое время назад… Он сказал, что прошёл медицинскую проверку, а затем они проверили его зрение. Он сыграл 300 игр и забил с центра поля в прошлом месяце, но «Форест» заявляет, что у него [у Бойда] проблемы со зрением. Это всё разочаровывает. Алекс Маклиш хотел подписать его. Самое смешное, что это всё произошло со мной. Он [Бойд] вернётся в «Питерборо».
Оригинальный текст (англ.)I'm devastated for George. I got a phone call off him in bits... He said that he passed the medical then they made him do an eye test. He's played 300 games and scored from the halfway line the other month, but Forest say he has an eyesight problem. The whole thing stinks. Alex McLeish wanted to sign him. It's the most ridiculous thing that's happened to me. He will be back at Peterborough.

Впоследствии клуб заявил, что поскольку контракт игрока истекает летом, они готовы предложить новый или отпустить Бойда в аренду, если хотя бы один клуб заинтересуется им. В половине сезона полузащитник сыграл 34 матча и забил семь мячей.

#### «Халл Сити»
21 февраля вингер перешёл в аренду в клуб Чемпионшипа, «Халл Сити», до конца сезона 2012/13 с возможностью подписать полноценный контракт с клубом. Через два дня после перехода, Бойд дебютировал за новый клуб в проигранном со счётом 1:4 матче против «Болтона», во втором тайме заменив Роберта Корена. Неделю спустя британец впервые появился на поле стадиона «Кей Си» в футболке «тигров», дважды поразив ворота «Бирмингем Сити». В середине марта Бойд забил единственный мяч своей команды в проигранном матче против «Ноттингем Форест», клуба, где он побывал в аренде и куда не смог перейти ранее в этом сезоне. Четвёртый мяч за «Халл» британец забил 30 марта в ворота «Хаддерсфилда». В аренде Бойд провёл 13 матчей, забил 4 мяча и помог клубу завоевать путёвку в Премьер-лигу.
28 мая 2013 года игрок подписал полноценный двухлетний контракт с «тиграми». Бойд дебютировал в Премьер-лиге, выйдя на замену 18 августа в проигранном со счётом 0:2 матче против «Челси». Первый гол в сезоне забил 28 декабря в ворота «Фулхэма», а матч завершился победой «тигров» с разгромным счётом 6:0. 15 марта в одном из эпизодов матча против «Манчестер Сити» Бойд упал в чужой штрафной и требовал от арбитра назначения пенальти, а затем плюнул в голкипера «горожан» Джо Харта. Однако, в результате предупреждением был наказан лишь Харт за удар лбом в лицо Бойда. По окончании матча тренер «Халла» Стив Брюс заявил, что британец «пытался поговорить и что-то вылетело [из его рта]». Футбольная ассоциация, рассмотрев эпизод, дисквалифицировала полузащитника на три матча. В первом матче после отбытия дисквалификации, 5 апреля, Бойд провёл на поле все 90 минут и забил единственный мяч в матче против валлийского «Суонси Сити». 17 мая 2014 года Бойд вышел на замену в овертайме финала Кубка Англии, а «Халл» уступил «Арсеналу» 2:3. Всего в сезоне 2013/14 вингер сыграл 39 матчей во всех турнирах, забив два мяча.
В сезоне 2014/15 Бойд успел сыграть за «Халл» 1 матч в Премьер-лиге и один в Лиге Европы.

#### «Бернли»
1 сентября 2014 года стало известно о том, что Джордж Бойд подписал трёхлетний контракт с клубом «Бернли». За новый клуб полузащитник дебютировал 13 сентября против «Кристал Пэлас», получив в матче жёлтую карточку. Первый гол в сезоне Бойд забил спустя месяц в ворота «Вест Хэм Юнайтед», но его команда дома уступила со счётом 1:3.

### Карьера в сборной

#### Третья сборная Англии по футболу
Бойд был вызван в сборную в октябре 2005 года и сыграл в Европейском Челлендж Трофи, в котором принимают участие игроки полупрофессиональных клубов до 23-х лет, в матче против сборной Бельгии. В этом же турнире вингер сыграл против сборной Италии в феврале 2006 года и отличился в матче против сборной Нидерландов в октябре. Бойд сыграл ещё три матча в конце 2006 года, прежде чем переход в профессиональный клуб «Питерборо» лишил его возможности дальнейших выступлений за эту сборную.

#### Шотландия
В апреле 2009 года полузащитник был вызван во вторую сборную Шотландии после того, как предоставил доказательства рождения своего дедушки по материнской линии в Глазго. Он сыграл единственный матч за эту сборную 6 мая 2009 года против второй сборной Северной Ирландии, забив второй мяч во встрече.
В марте 2013 года Бойд впервые был вызван в национальную сборную на отборочные матчи к Чемпионату Мира 2014 года против сборных Уэльса и Сербии. Вингер остался на скамейке запасных в первом матче, но четыре дня спустя сыграл полный матч против сербов. 28 мая 2014 года полузащитник вышел на замену на 63-й минуте в товарищеской встрече против сборной Нигерии.

### Стиль игры
В основном, Бойд выступает на позиции левого крайнего полузащитника. Сам игрок описывает себя как вингера, предпочитающего играть в атаке, так как там он может больше времени проводить с мячом. Он также выражал своё желание играть на любой позиции, чтобы помочь команде, веря, что его универсальность в полузащите и атаке является одним из сильнейших качеств как игрока:

Я играл на обеих половинах поля и всегда стараюсь изо всех сил делать хорошую работу, независимо от того, на какой позиции тренер выпускает меня на поле.
Оригинальный текст (англ.)I have played on both sides of the park and will always try my best to do a good job regardless of where the manager plays me.

Под руководством Джима Гэннона в «Питерборо» он играл на позиции «свободного полузащитника» позади игроков нападения. Гэннон верил, что «на этой позиции Бойд может быть отличной креативной силой». Во время краткосрочного руководства, этот специалист использовал необычную схему 3-4-1-2 с британцем на позиции под двумя нападающими. Игрок также играл на позиции нападающего во время пребывания Марка Стимсона на посту главного тренера «Стивениджа» в первой половине сезона 2006/07.
Бойд преимущественно левша, и большинство голов забиты именно левой ногой, но он также комфортно может использовать и правую ногу.
Во время своего пребывания в «Стивенидже» британец заработал прозвище «Белый Пеле» из-за использования финтов, а также из-за огромной пользы, которую он приносил клубу в юном возрасте.
Грэм Уэстли, тренер, который первым начал постоянно выпускать Бойда на поле, после двух мячей в ворота «Уокинга» описал вингера как «особенный талант». Уэстли также назвал его «одарённым» и «игроком с фантастической техникой». Бойд также был назван креативным и ярким полузащитником, «игроком, который создаёт опасные моменты на протяжении всей игры». Сам Бойд говорил, что создание моментов для партнёров по команде приносит ему не меньше удовольствия, чем забитые мячи. Креативность британца подчёркивается тем фактом, что во время своего пребывания на «Лондон Роад» он ассистировал своим партнёрам не менее 50 раз.
Даррен Фергюсон после матча против «Бостон Юнайтед», в котором вингер забил гол с 32-х метров, заявил, что полузащитник «имеет тенденцию и возможность поражать ворота с дальней дистанции». В октябре 2012 года Бойд поразил ворота «Хаддерсфилд Таун» с центра поля. Также он запомнился своими голами из-за пределов штрафной во время выступления за «Стивенидж».
Своими слабыми сторонами Бойд называет темп, над которым ему нужно работать, и игру головой. Даррен Фергюсон заявил об этом следующее: «может быть, есть те, кто говорит, что ему не хватает скорости, но того, чего у него нет в ногах, у него есть в голове». За свою карьеру игрок трижды поражал ворота соперника головой и признавал, что с мячом в ногах ему гораздо комфортнее.

### Личная жизнь
Бойд является болельщиком клуба «Кристал Пэлас», матчи которого он постоянно посещал, а бывший нападающий «Пэлас» Крис Армстронг является игроком, на которого Джордж хотел походить в плане игры.
У Бойда есть дочь Ава, которая родилась в марте 2011 года. Джордж женился на своей избраннице в июне 2013 года.

## Статистика выступлений

### Клубная
| Клуб               | Сезон                        | Лига                         | Чемпионат | Чемпионат | Кубок Англии | Кубок Англии | Кубок Лиги | Кубок Лиги | Еврокубки | Еврокубки | Прочее | Прочее | Итого | Итого |
| Клуб               | Сезон                        | Лига                         | Игры      | Голы      | Игры         | Голы         | Игры       | Голы       | Игры      | Голы      | Игры   | Голы   | Игры  | Голы  |
| ------------------ | ---------------------------- | ---------------------------- | --------- | --------- | ------------ | ------------ | ---------- | ---------- | --------- | --------- | ------ | ------ | ----- | ----- |
| Стивенидж Боро     | 2002/03                      | Конференция                  | 1         | 0         | 0            | 0            | —          | —          | —         | —         | 0      | 0      | 1     | 0     |
| Стивенидж Боро     | 2003/04                      | Конференция                  | 11        | 1         | 0            | 0            | —          | —          | —         | —         | 0      | 0      | 11    | 1     |
| Стивенидж Боро     | 2004/05                      | Конференция                  | 31        | 2         | 3            | 1            | —          | —          | —         | —         | 4      | 0      | 38    | 3     |
| Стивенидж Боро     | 2005/06                      | Конференция                  | 42        | 10        | 4            | 2            | —          | —          | —         | —         | 2      | 0      | 48    | 12    |
| Стивенидж Боро     | 2006/07                      | Конференция                  | 24        | 10        | 2            | 1            | —          | —          | —         | —         | 1      | 4      | 27    | 15    |
| Стивенидж Боро     | Итого                        | Итого                        | 109       | 23        | 9            | 4            | —          | —          | —         | —         | 7      | 4      | 125   | 31    |
| Питерборо Юнайтед  | 2006/07                      | Лига 2                       | 20        | 6         | 0            | 0            | 0          | 0          | —         | —         | 0      | 0      | 20    | 6     |
| Питерборо Юнайтед  | 2007/08                      | Лига 2                       | 46        | 12        | 4            | 1            | 1          | 1          | —         | —         | 2      | 1      | 53    | 15    |
| Питерборо Юнайтед  | 2008/09                      | Лига 1                       | 46        | 9         | 5            | 0            | 1          | 1          | —         | —         | 1      | 0      | 53    | 10    |
| Питерборо Юнайтед  | 2009/10                      | Чемпионшип                   | 32        | 9         | 1            | 0            | 4          | 3          | —         | —         | —      | —      | 37    | 12    |
| → Ноттингем Форест | 2009/10                      | Чемпионшип                   | 6         | 1         | 0            | 0            | 0          | 0          | —         | —         | 0      | 0      | 6     | 1     |
| Питерборо Юнайтед  | 2010/11                      | Лига 1                       | 43        | 15        | 2            | 0            | 3          | 2          | —         | —         | 4      | 0      | 52    | 17    |
| Питерборо Юнайтед  | 2011/12                      | Чемпионшип                   | 45        | 7         | 1            | 0            | 2          | 1          | —         | —         | —      | —      | 48    | 8     |
| Питерборо Юнайтед  | 2012/13                      | Чемпионшип                   | 31        | 6         | 1            | 0            | 2          | 1          | —         | —         | —      | —      | 34    | 7     |
| Питерборо Юнайтед  | Итого (за Питерборо Юнайтед) | Итого (за Питерборо Юнайтед) | 263       | 64        | 14           | 1            | 13         | 9          | —         | —         | 7      | 1      | 297   | 75    |
| → Халл Сити        | 2012/13                      | Чемпионшип                   | 13        | 4         | 0            | 0            | 0          | 0          | —         | —         | —      | —      | 13    | 4     |
| Халл Сити          | 2013/14                      | Премьер-лига                 | 29        | 2         | 7            | 0            | 3          | 0          | —         | —         | —      | —      | 39    | 2     |
| Халл Сити          | 2014/15                      | Премьер-лига                 | 1         | 0         | 0            | 0            | 0          | 0          | 1         | 0         | —      | —      | 2     | 0     |
| Халл Сити          | Итого                        | Итого                        | 43        | 6         | 7            | 0            | 3          | 0          | 1         | 0         | —      | —      | 54    | 6     |
| Бернли             | 2014/15                      | Премьер-лига                 | 35        | 5         | 2            | 0            | 0          | 0          | —         | —         | —      | —      | 37    | 5     |
| Бернли             | 2015/16                      | Чемпионшип                   | 44        | 5         | 2            | 0            | 1          | 0          | —         | —         | —      | —      | 47    | 5     |
| Бернли             | 2016/17                      | Премьер-лига                 | 36        | 2         | 2            | 0            | 1          | 0          | —         | —         | —      | —      | 39    | 2     |
| Бернли             | Итого                        | Итого                        | 115       | 12        | 6            | 0            | 2          | 0          | 1         | 0         | —      | —      | 123   | 12    |
| Всего за карьеру   | Всего за карьеру             | Всего за карьеру             | 536       | 106       | 36           | 5            | 18         | 9          | 1         | 0         | 14     | 5      | 605   | 125   |

(откорректировано по состоянию на 30 июня 2017 года)

### Международная
| Матчи Бойда за сборную Шотландии | Матчи Бойда за сборную Шотландии | Матчи Бойда за сборную Шотландии | Матчи Бойда за сборную Шотландии | Матчи Бойда за сборную Шотландии | Матчи Бойда за сборную Шотландии | Матчи Бойда за сборную Шотландии |
| -------------------------------- | -------------------------------- | -------------------------------- | -------------------------------- | -------------------------------- | -------------------------------- | -------------------------------- |
| №                                | Дата                             | Оппонент                         | Счёт                             | Голы Бойда                       | Соревнование                     |                                  |
| 1                                | 26 марта 2013                    | Сербия                           | 0:2                              | —                                | Отборочные матчи ЧМ-2014         |                                  |
| 2                                | 28 мая 2014                      | Нигерия                          | 2:2                              | —                                | Товарищеский матч                |                                  |

Итого: 2 матча / 0 голов; 0 побед, 1 ничья, 1 поражение.

## Достижения

### Командные
Питерборо Юнайтед:
- Второе место:
  - Лига 2 (1): 2007/08
  - Лига 1 (1): 2008/09
- Победитель плей-офф:
  - Лига 1 (1): 2010/11

 Халл Сити:
- Второе место:
  - Чемпионшип (1): 2012/13

### Личные
- Игрок в команде года по версии ПФА (2): 2007/08, 2008/09